# Райнгардсгаген
Райнгардсгаген (нім. Reinhardshagen) — сільська громада в Німеччині, знаходиться в землі Гессен. Підпорядковується адміністративному округу Кассель. Входить до складу району Кассель.
Площа — 12,99 км2. Населення становить 4357 ос. (станом на 31 грудня 2020).